# Евангелическая школа Смирны
Евангелическая Школа Смирны (греч.  Ευαγγελική Σχολή Σμύρνης) — греческое образовательное учреждение действовавшее в Смирне, Османская империя, с 1717 по 1922 год, имея статус школы под британской протекцией. Евангелическая Школа внесла значительный вклад в Новогреческое Просвещение XVIII и XIX веков и выпустила десятки учеников, внёсших значительный вклад греческую культуру. Школа прекратила своё существование в 1922 году, после Резни в Смирне и сожжения города кемалистами.

## Предыстория создания Школы
Несмотря на то, что проникновение турецких племён в Малую Азию датируется XI веком, после чего начался длительный процесс исламизации полуострова, Малая Азия сохраняла до начала XX века значительную часть своего коренного христианского населения. Столица древней Ионии и один из важнейших центров империи, Смирна, в силу доминирования греческого населения:15 и европейского характера города, именовалась турками «Гявур Измир» (тур. Gâvur İzmir — «Неверная Смирна»).
В 1708 году в Смирне была создана школа, в которой преподавал Адамантиос Рисиос (Αδαμάντιος Ρύσιος), дед греческого просветителя XIX века Адамантиоса Кораиса.
Однако эта т. н. Старая Школа через несколько лет закрылась.
В 1717 году митрополит Смирны Ананиас решил возобновить её работу, обратившись за помощью к состоятельным прихожанам.

## Создание Школы
В 1733 году комитет учредителей Школы в составе Пантелиса Севастопулоса, Георгиоса Омироса и Зорзиса Виталиса, подписал акт основания школы, которая 10 лет спустя, 1 декабря 1743 года, вторым документом была посвящена Иисусу Христу, как школа евангельских указов и обучения всех греческих предметов (уроков)
Монах Иеротеос Дендринос был назначен пожизненным учителем и директором. Распорядителем школы стал комитет в составе П. Кирьяку, Н. Хрисоянниса, И. Курмузиса, Т. Маврогордатоса и А. Крокондилоса.
Создание Евангелической Школы было частью более широкого противостояния попыткам прозелитизма французских иезуитов среди православного греческого населения Смирны.
Школа прекратила свою работу в период с 1821 по 1824 год, когда с началом Греческой революции православное греческое население Смирны трижды, 31 марта, 6 апреля и 4 июня 1821 года, подверглось резне, после чего террор продолжался ещё несколько лет.
Школа первоначально именовалась «Греческая школа» (Ελληνικό Σχολείον), «Большая школа» (Μεγάλον Σχολείον), или просто Школа, а также «Школа Христа», «Евангельская (подготовительная) школа» (Ευαγγελικόν Φροντιστήριον) или «Школа евангельских уроков» (Σχολείον των Ευαγγελικών Μαθημάτων).
С 1808 года стало преобладать имя Евангелическая Школа, которое впервые упоминается в документе Патриархата.

## Здания
Первоначально Севастопулос предоставил школе постоялый двор в квартале Фасулас и здание в квартале Нарликёй
Пожар 1778 года разрушил дотла здание Школы и Иоаннис Канас построил её заново, предоставив для этой цели тысячу фунтов.
В 1842 году, после того, как Школа повторно сгорела, уроки были переведены в кельи храма Св. Фотини. Строительство нового здания Школы было завершено 31 октября 1845 года
Позже школа была расширена за счёт строительства двух флигелей, один был построен на деньги Иоанниса Мардзелласа, другой на собственные средства школы. Приезд в Смирну ещё большего числа учеников греков из воссозданного греческого государства и из разных провинций Османской империи делали необходимым создание филиалов Школы: так были созданы начальные школы в кварталах Св. Екатерины, Фасулас, Схинадика.
В старом здании Евангелической Школы остались классы среднего образования, библиотека и музей Школы.

## Организация и правление школы
Первым директором Школы до 1780 года был монах с острова Итака Иерофей Дендринос.
После него и до 1812 года директорами были Хрисанф Каравиас, Димитриос Олландос, Вениамин Лесбосский (1820). После кровавого периода 1821—1824 года, когда Школа была закрыта, с 1824 по 1828 года Школу возглавлял священник Дорофей.
Пост первого директора был пожизненным, он сам должен был назначить своего наследника. Подтверждение выбора школьным комитетом было формальным. Члены комитета, их было 4, избирались на три года. Их основной задачей была забота о собственности Школы. Консулу Британии в Смирне было доверено вести контроль финансов Школы.
Последнее было вызвано тем, что разногласия между директором и членами комитета были частыми, вплоть до отстранения некоторых преподавателей и директоров (как, например, директора Неоклиса Папазоглуса или преподавателя Эммануила Дукаса).
Постепенный переход правления Школы в руки членов комитета был подтверждён в 1837 году, когда директором Школы стал член комитета Кирьякос Фардис.

## Переход под британскую протекцию и попытки лишения этого статуса
Пантелис Севастопулос, который был британским подданным, поддерживал функционирование Школы своими деньгами и передал её под протекцию английского консула в Смирне и Левантийской компании.
Британская протекция Школы была признана османским правительством с опозданием и была оформлена султанским декретом, датированным 29 октября 1810 года, в связи с конфликтами по школьным вопросам Смирны. Некоторые источники утверждают, что Школа была под английской протекцией с самого основания, в то время как Матфеос Параникас, директор и историк Школы, указывает 1717 год.
А. Анастасиадис считает, что статус английского покровительства был спасительным для Школы.
В период 1891—1892 годов встал вопрос прямого вмешательства в правление школой, когда английский консул назначил 4 новых членов комитета, подданных Британии, И. Илиадиса, И. Димитракопулоса, Ф. Франгяса и Д. Далласа.
Поводом для этого послужили обвинения, опубликованные в газете Амалтия против директора Стергиоглидиса (недостойный, без университетского диплома). В 1892 году члены комитета без серьёзных на то причин приняли решение откорректировать устав 1872 года. Однако поскольку эти изменения устава были сделаны без предварительного уведомления консула Британии, и, главное, удаление из устава каждого указания, что Школа находится под британской протекцией, обеспокоили консула Британии, который поспешил попросить объяснений. Газета «Амалтия» писала, что члены комитета нарушили волю основателя Школы и что тем самым преследовалась цель подчинить Школу митрополиту Смирны.
В 1892 году османский вали Смирны в устной форме оказал давление на британского консула Фредерика Холмвуда (Frederic Holmwood), чтобы английское консульство отказалось от своего права на протекцию Школы. Холмвуд не нашёл в консульстве документа, подтверждающего это право, поскольку в 1820 году здание консульства было разрушено пожаром. Однако аналогичные документы были найдены в архиве Школы Давление османских властей в вопросах, касающихся Евангелической школы, было связано с режимом привилегий для христиан, который среди прочего касался и школ
Право английского консульства было поставлено под сомнение османскими властями, поскольку, по их заявлению, греки - жители Смирны были османскими подданными, Школа принадлежала к юрисдикции греческой митрополии и, следовательно, имела статус национальной школы для османских подданных, а ученики Школы, за редкими исключениями, были османскими подданными. Наконец, пожертвования на деятельность Школы поступали от османских подданных.
В период этих давлений греческая община Смирны неоднократно просила консульство Британии не уступать требованиям властей или митрополии. Как пишет исследовательница Лида Истикопулу, «поскольку греческое государство не могло защитить Евангелическую школу, это делало английскую протекцию необходимой, с тем чтобы Школа не превратилась в османское учреждение».
В конечном итоге 20 октября/10 ноября 1895 года министерство иностранных дел Османской империи признало британскую протекцию Школы.

## Учебная программа — Преподаватели
О учебных программах в начальный период деятельности Школы практически не известно ничего. Учебные программы сохранились с 1838 года и далее.
Преподаваемые предметы были ограниченными, поскольку и преподавательский состав был ограниченным: два — три человека, изредка больше. Можно только предположить, что в начальный период преподавали только греческий язык и Евангелие.
В 1811 году в Школе преподавал прибывший из Кидониес священник и философ Теофилос Каирис, который в дальнейшем был охарактеризован церковью как еретик:A-77. После разногласий с дирекцией Каирис вернулся в Кидониес.

## После Греческой революции
После террора периода 1821—1824 года Школа начала вновь функционировать с ограничениями.
В этот период (1824—1828) Школу возглавлял священник Дорофей.
Действительное восстановление деятельности Школы началось с приходом на пост директора Аврамиоса Омиролиса (Αβράμιος Καισαρέας Ομηρόλης), который был учеником К. Кумаса и К. Иконому в «Филологической гимназии Смирны». Омиролис собрал всех учеников и разбил их на группы по уровню знаний. Он пригласил Николаоса Хортакиса преподавать математику и философию, ввёл изучение французского и английского языков, которые преподавал американский священник Иосиф Бруер.
В 1830 году в Школе преподавали Еврипида, Аристофана, Гомера, Пиндара, риторику, алгебру, астрономию, физику и эмпирическую психологию. Омирулис также создал при Школе школу взаимного образования, первую в своём роде в регионе, где директором был приглашённый из Греции Александрос Лазару.

### Вклад Евангелической школы в греческую типографию Ионии
До начала Греческой революции на территории Ионии, при греческой школе в городе Кидониес уже функционировала типография. Это подтверждает французский дипломат Ф. Пуквиль, который посетил Кидониес в 1817 году.
Французский типограф и эллинист Амбруаз Фирмен Дидо (Ambroise Firmin Didot) учился в школе в Кидониес у Т. Каириса, чтобы усовершенствовать свой греческий язык. По возвращении в Париж он взял с собой ученика школы Константина Томбраса.
Дидо посвятил Томбраса в технику печати в типографиях своей семьи. В 1819 году Томбрас вернулся в Кидониес, привезя с собой оборудование для полноценной типографии, которая функционировала при Школе в Кидониес до разрушения города турками в 1821 году.
С завершением Греческой революции эстафету типографской деятельности в Ионии приняла Евангелическая школа Смирны.
При этом следует отметить, что первая греческая типография в Смирне была создана в 1760 году. Однако её деятельность была прервана в 1770 году в связи с резнёй греческого населения, учинённой турками после Чесменского сражения.
Первая типография при Школе была создана в 1830 году. В 1834 году новый директор Школы Аврамиос Омиролис привёз из Парижа новое оборудование и создал Греческую типографию («Ελληνική Τυπογραφία»).
К 1840 году в Смирне функционировали уже 10 типографий — 5 греческих, 3 французских и 2 английских.

## Реформы Г. Хрисовергиса
В 1842 году Школа частично сгорела. В 1845 году члены комитета восстановленной Школы пригласили из Греции в качестве нового директора уроженца Вифинии и участника Греческой революции Георгиса Хрисовергиса после рекомендации Константина Иконому. Тот принял приглашение, но поскольку оно вызвало подозрения турок, в целях безопасности он задержал своё прибытие в Смирну и посетил сначала Патриарха, чтобы получить его одобрение. Хрисовергис разработал новый устав Школы и разбил её на две части Эллинико («Ελληνικόν») с тремя классами и «Гимназию» с 4 классами. С тех пор Евангелическая школа именовалась Гимназией

## Ученики и финансовые ресурсы Школы
С 1743 года согласно уставу Школы предоставлялось бесплатное образование для всех христиан, но с 1872 года ограничения по религиозной принадлежности были сняты. Имелись также ученики-иностранцы, но все они были армянами, евреями и греками с иностранным подданством (французским, английским, итальянским)
В период 1747—1892 в пользу Школы были переведены наследства и пожертвования стоимостью 60.337 турецких лир от иностранных подданных и 2.231 турецких лир от османских подданных.

## Библиотека и музей Школы
Библиотека Школы насчитывала 35.000 томов на разных языках, включая книги для слепых и 180 редких рукописей. Археологический музей насчитывал 3.000 объектов: 1514 глиняных, 157 стеклянных, 192 весов, 270 надписей. Также имелась нумизматическая коллекция, которая насчитывала 15.000 монет

## Формирование профиля Школы
Документы 1733 года (учредительный акт школы) и 1 декабря 1743 года отражают дистанцирование школы не только от общинных властей Смирны, но и от местных церковных властей. Конкретно в Кодексе Евангелической школы Смирны (1876) было написано, …никто из церковного класса, никто из властей, никто из своих или чужих, пусть не протягивает руку.
Но, как комментирует Ники Папаилиаки, в действительности «…целью Севастопулоса было защитить школу от прозелитистских атак католических миссионеров», но «приближение к английской дипломатической миссии предоставило Школу влиянию протестантской прозелитической деятельности» Однако развитие Школы в XVIII и начале XIX веков приостановил первоначальный план её основателей, который предусматривал создание школы, освобождённой от традиционных религиозных образцов.
Тесно привязанная к Церкви и её учениям, Евангелическая школа вступила в конфронтацию с более современной (модернистской) Филологической гимназией Смирны.

## Школа с 1900 по 1918 год
Евангелическая Школа с 1909 года была разделена на гимназию в пять классов и Торговую школу в четыре класса. В 1910 году было создано и Училище (Διδασκαλείο) в три класса.
В 1914 году, Османская империя только что вышла из катастрофических для неё Балканских войн, после которых она потеряла бо́льшую часть своих европейских территорий, кроме Восточной Фракии.
Приглашённый в качестве реформатора турецкой армии немецкий генерал Лиман фон Сандерс в преддверии Первой мировой войны советовал туркам приступить к гонениям греческого населения на малоазийском побережье Эгейского моря:119.
Гонения начались, и тысячи беженцев хлынули на греческие острова Самос, Хиос и Лесбос:119.
20 мая 1914 года турецкий посол в Афинах от имени своего правительства предложил обменять греческое население вилайета Смирны на мусульманское население Македонии. Чтобы разрядить обстановку, греческий премьер-министр Элефтериос Венизелос согласился обсудить вопрос. Но гонения не прекращались, и Константинопольский патриарх объявил, что Православие на территории Османской империи преследуется и, в знак протеста, закрыл все церкви:119.
Среди прочих вынужденных мер православного греческого населения было и закрытие школ. Так в середине июня 1914 года была закрыта и Евангелическая Школа
С вступлением Османской империи в войну на стороне Центральных держав вали Смирны поручил управление Школой совету старейшин общины, а в 1915 году законом Школа была подчинена Турецкому министерству образования. Кроме этого, было запрещено, чтобы среди преподавательского и административного персонала были подданные Греции
Согласно докладу совета старейшин Смирны, в 1915 году Школа столкнулась с рядом проблем по причине турецких вмешательств и мер, принятых против подданных Греции: преподавательская недостаточность оставшегося персонала, вмешательство турка - инспектора Школы в вопросах преподавания турецкого языка, требование турецких властей, чтобы преподаватели турецкого языка имели диплом турецкого университета, вынужденное закрытие зала химии, амфитеатра физики, музея природы, библиотеки и Музея.

## Престиж Школы
Множество факторов способствовали повышению престижа этой старой школы и распространению её славы. Более всего этому способствовал высокий уровень её преподавателей, в числе которых были известные учёные и педагоги.
Среди выпускников Школы был один из самых известных деятелей новогреческого просвещения Адамантиос Кораис, новомученик Григорий V (патриарх Константинопольский), поэт Илиас Танталидис (1818—1876), историк Каролидис, Павлос, командующий экспедиционной греческой армии в Малой Азии (1919—1920) генерал Леонидас Параскевопулос, писатель и предприниматель Стефанос Ксенос (1821—1894), врач и поэт Стелиос Сперандзас (1888—1962), композитор и академик Манолис Каломирис и десятки других известных учёных, священников, художников, писателей и предпринимателей.
С другой стороны, престиж Школы был настолько высок, что многие жители Смирны и региона впоследствии необоснованно заявляли, что они были её выпускниками.
К примеру, М. Анастасиадис оспаривает заявление известного судовладельца Аристотелиса Онасиса, что он был выпускником Школы.

## После Первой мировой войны
После поражения Турции и Мудросского перемирия Комитет вновь принял управление Школой и потребовал удалить директора, назначенного советом старейшин, ссылаясь на ряд нарушений с его стороны: занятие коммерцией в ущерб Школе, продажу книг Школы как макулатуру, преподавание инструментальной музыки за деньги в обход Школы. Однако Л. Истикопулу считает, что действительной причиной столкновения с предыдущим директором было его желание ввести в школу новшества.
За удаление директора ратовал и митрополит Смирны Хризостома.
Школа продолжала регулярно выплачивать зарплату изгнанным турками преподавателям - подданным Греции, что вызывало недовольство оставшихся преподавателей.
В этих сложных условиях Школа продолжала содержать свои филиалы — начальные школы, в то время как в силу всё увеличивавшегося числа учеников в 14 залах Школы вели уроки 17 классов по 50 — 70 учеников каждый

## Греческая Смирна
В 1919 году по мандату Антанты в Смирне высадилась греческая армия.
Севрский мирный договор 1920 года закрепил контроль региона за Грецией. Номинально регион оставался турецким, до решения его судьбы через 5 лет, на референдуме:16.
Д. Хортон пишет, что в период греческого контроля у региона была самая методичная, цивилизованная и прогрессивная администрация в его современной истории:84:84:338.
Уже в августе 1919 года греческая администрация открыла в Смирне филиал института Пастера.
По инициативе премьер-министра Греции Э. Венизелоса в городе был основан «Университет Востока» для греков и турок, который возглавил Константин Каратеодори. (Университет был готов принять студентов в 1922 году, когда в город вступили турки:87).
Эти масштабные просветительские планы и деятельность греческой администрации затронули и Евангелическую школу.
На территории сада греческого мецената Д. Кюпедзоглу началось строительство нового здания Евангелической школы, которое закончилось в 1922 году.
Но, как и в случае с Университетом Востока, новая Евангелическая школа не успела принять учеников.
Вступление кемалистов в город в сентябре 1922 года, последовавшие Резня в Смирне и сожжение города кемалистами поставили точку как в трёхтысячелетней греческой истории города, так и в трёхвековой истории Евангелической школы.
Согласно некоторым источникам, новое, облицованное мрамором, здание Евангелической школы уцелело, и в нём сегодня расположена турецкая гимназия.

## Память Евангелической школы
В 1934 году в афинском квартале Неа-Смирни, созданном беженцами из Смирны, была открыта гимназия. В следующем, 1935 году, новая гимназия получила имя Евангелическая школа Смирны, в память старой исторической Школы.
На мраморной плите на здании гимназии было выбито "Евангелическая школа Смирны 1717—1934 ".
Эта гимназия просуществовала до 1971 года, когда была создана новая «Образцовая Евангелическая школа», которая и продолжает по сегодняшний день работу исторической Евангелической школы Смирны.